# St. Severin (Völlan)

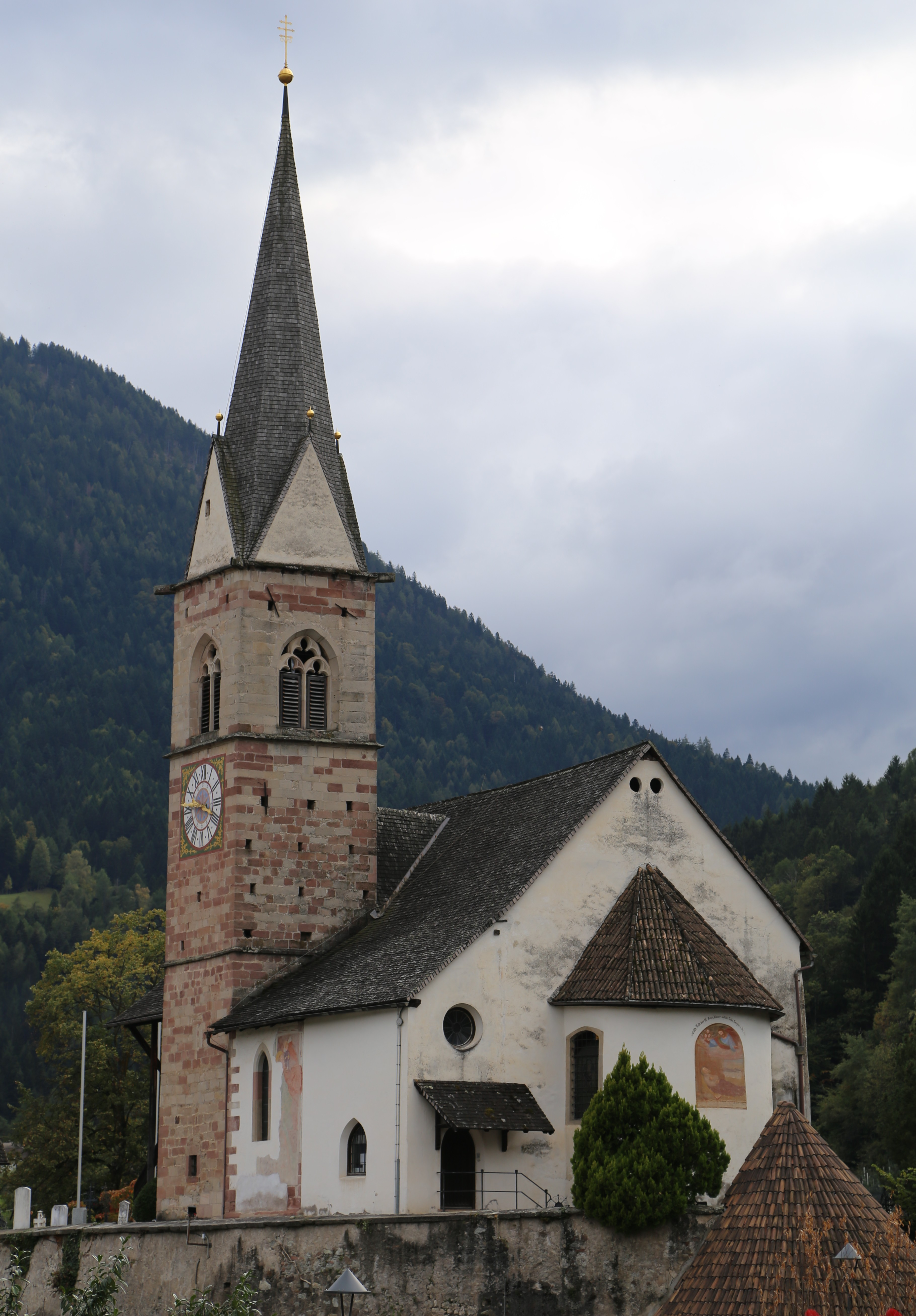
St. Severin, Rückansicht

St. Severin ist die Pfarrkirche des Dorfes Völlan, einer Fraktion der Marktgemeinde Lana in Südtirol.

## Geschichte

### Frühgeschichte und Seelsorge
Das Gotteshaus steht unter dem in Tirol ungewöhnlichen Patrozinium des heiligen Severin von Köln. Der Vorgängerbau war eine Kapelle im romanischen Stil. Eine Weiheurkunde des von 1188 bis 1205 amtierenden Bischofs von Trient Konrad II. lässt auf die Existenz eines Sakralbaues in Völlan seit dem ausgehenden 12. Jahrhundert schließen. Die erste urkundliche Erwähnung erfolgte am 4. Januar 1295, als der Gerichtsherr Konrad Halblinch auf der Mayenburg „der Kapelle auf den Berge zu Völlan“, einen Weinberg „in der Vill“ bei Lana vermachte. Vermutlich veranlasste der Kammermeister und damalige Lehensherr auf der Mayenburg Georg Häl, einen gotischen Kirchenneubau, der am 22. März 1433 geweiht wurde. Aus dieser Zeit stammt auch der Kirchturm. Der ursprüngliche Kirchenbau war nach Osten orientiert. Dabei befand sich der heute über einen Rundbogen geöffnete alte Chor nördlich des Kirchturmes. Er ist der einzige erhaltene Rest der vormaligen Kirchenanlage.
Völlan gehörte zunächst zur Pfarre Lana. Seit wann die eigene Seelsorge besteht, ist nicht bekannt. Als Stiftungsgüter sind in den Jahren 1580/83 bezeugt, das Christina Falzer die Widums-Güter mit der Verbindlichkeit von 52 jährlichen Wochemessen und die Familie Haller den dritten Teil des Zehntens mit gleicher Verbindlichkeit gaben. Das Taufbuch beginnt 1632, das Trauungsbuch 1653 und das Sterbebuch 1665. Wie die Pfarre Lana scheint das Patronat über die Kuratie an den Deutschen Orden gefallen zu sein. Jedoch besaß der Orden keine Verpflichtung zum Unterhalt des Kuraten, oder des Schullehrers. Das Frühmessbenefizium stand unter der Aufsicht der Gemeinde Völlan. Nach dem Tode des Kuraten Christoph Kofler 1650, brachte der Gerichtsherr Graf von Brandis vor, das die „Vorhandlung der Inventur“ nicht dem Landkomtur des Deutschen Ordens, sondern ihm als Gerichtsherren und dem Dekan Tridentino zustehe, obwohl die Pfarre Lana dem Deutschen Orden gehöre, woraus aber nicht zu folgen sei, das demselben neben dem Dominium auch die Jurisdiktion zustehe.

### Jüngere Geschichte
Während eines Blitzeinschlages im Jahre 1700, brannte der Turmhelm ab und zerschmetterte die zweite Glocke. Das Umschmelzen der Glocke kostete 80 fl. und die Wiederherstellung des Turmdaches 100 fl. Der eigene Gottesacker wurde erst 1732 um die Kirche angelegt und in Anwesenheit des Deutschordenspriester und Pfarrer von Lana Pankraz Betissi, des Grafen von Brandis, des Herren Miller zu Aichholz und anderer geistlicher und weltlicher Herren benediziert. Vorher diente den Toten der Friedhof von Niederlana als Begräbnisstätte. 1730/34 wurde die Kirche im Barockstil wesentlich umgestaltet und die gotischen Fresken übertüncht. Der alte Chorraum wurde nun als Sakristei genutzt. Das aktuelle, genordete Kirchenschiff ist um 1760 entstanden. 1825 schlug erneut ein Blitz in den Kirchturm ein, wodurch das Dach brannte und die Glocken allesamt schmolzen. 1848 erfuhr der Innenraum der damals "armseligen" Kirche mittelst Spenden der Gemeindemitglieder und des Deutschen Ordens eine umfassende Erneuerung. Dabei wurden zwei neue Seitenaltäre angeschafft, der Hochaltar neu gefasst, ein neuer Marmor-Fußboden verlegt, ferner neue Beicht- und Kirchenstühle und eine neue Kanzel angeschafft. 1871 erhielt der Turm von der Glockengießerei Chiappani aus Trient ein neues vierstimmiges Geläut. 1904 ließ man die spätgotischen Fresken wieder freilegen. Das Langhaus wurde 1956/58 nach Süden verlängert. Zur gleichen Zeit erfolgte die Erhebung der bisher zum Pfarrverband Lana gehörenden Kuratie zur eigenständigen Pfarrei.

## Ausstattung

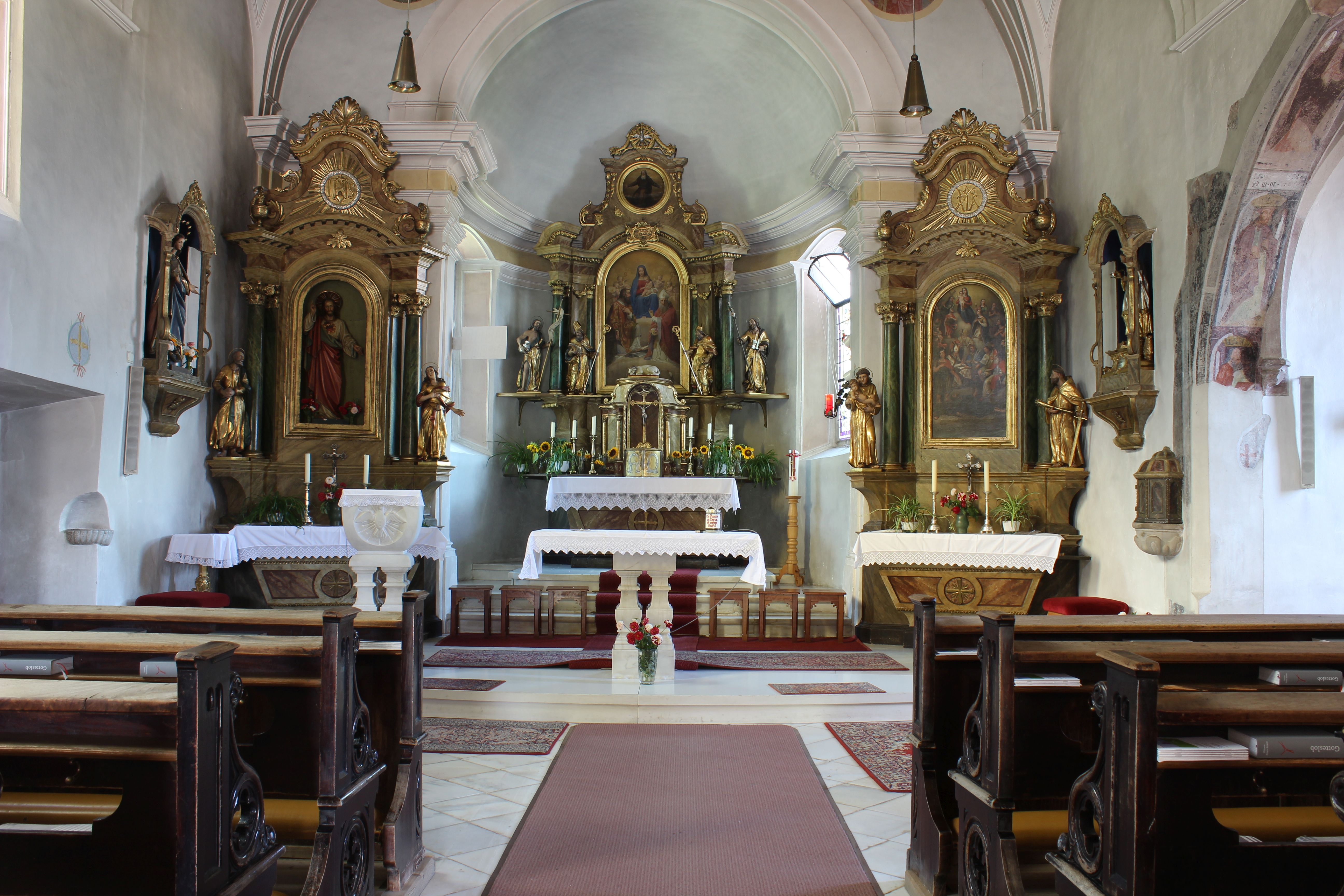
St. Severin, Altarraum

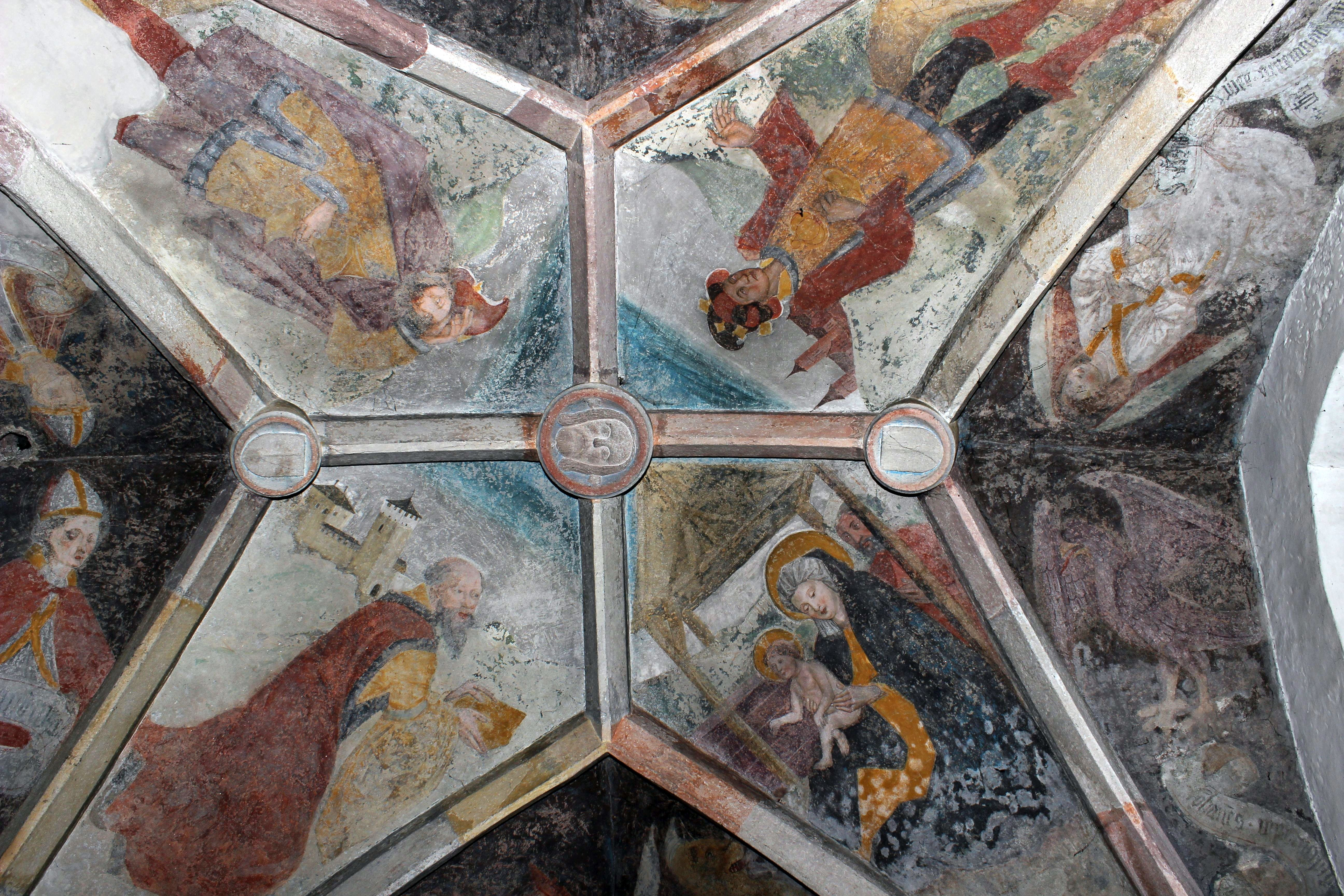
Chorgewölbe Anbetung der Heiligen drei Könige

Die äußere Ostwand ziert ein Fresko des hl. Christophorus. Der Freskenbestand an der Nordwand ist nicht mehr erhalten. Im Innenraum befinden sich wertvolle Fresken aus dem 15. Jahrhundert. Das vierstrahlige Sternrippengewölbe stammt aus der ersten Hälfte des 15. Jahrhunderts. Die Altäre sind aus der Mitte des 19. Jahrhunderts und zeigen neben Maria den Kirchenpatron sowie den hl. Martin.

## Geläut
Der Kirchturm verfügt über insgesamt 4 Glocken in der Stimmung g' b' c' des'' (ges''):
1. Gießer: Pietro Colbachini Bassano, Gussjahr: 1929
2. Gießer: Bartholomeo Chiappani Trient, Gussjahr: 1904
3. Gießer: Bartholomeo Chiappani Trient, Gussjahr: 1871
4. Gießer: Pietro Colbachini Bassano, Gussjahr: 1929

## Trivia
Die Kirchenbestuhlung war früher nach den einzelnen Höfen aufgeteilt. Bei dem Blitzeinschlag von 1855 während einer Messe, sprang ein Teil der Elektrizität vom Leitungsdraht am Fuße des Turms durch die Hauptleitungsstange ab, drang mit einem Knall durch die Turmmauer in die Sakristei und von da in den Kircheninnenraum, schleuderte alle Kinder von den Kirchenstühlen zu Boden und betäubte fast alle Gläubigen auf der Männerseite. Bei diesem Vorfall wurde ein Knabe getötet, andere erlitten schwere Brandverletzungen an Haut, Armen, Brust und Füßen.